# Милан Марковски
 Тази статия е за просветния деец от Берово.  За българския писател вижте Миле Марковски.  
Милан Марковски (на македонска литературна норма: Милан Марковски) е просветен деец от Македония от първата половина на XX век.

## Биография
Роден е като Милан Маркович през 1895 година в малешевското село Берово во патриаршиско србоманско семејство, тогава в Османската империя. В 1922 година пристига в Преспа и започва да работи като учител в Янковец, а по-късно в Ресен. Пише научни трудове на педагогическа тематика. Същевременно пише драми и скечове, които поставя на сцена. Създава ансамбъла „Разпеяни ресенчани“ и Културно-художественото дружество „Таше Милошевски“. Автор е на драмите „Овчарят народен юнак от село Златари“, „Партизани“, „Лихвари“ и много други. Марковски има и голям принос за развитието на овощарството в Преспа. По време на българското управление във Вардарска Македония Милан Маркович е в Сърбия. В началото на 1945 година се връща. В 1952 година е осъден на 6 месеца затвор и конфискация на цялото имущество.
Марковски умира в 1961 година. В 2003 година е реабилитиран.